# Мозаика «Сфинкс»

Четыре гексиамонда — «сфинкса» — можно соединить вместе для образования другого сфинкса.

Мозаика «сфинкс» — замощение плоскости посредством «сфинксов» — пятиугольных гексиамондов, образованных соединением шести правильных треугольников.  Полученная фигура названа по её схожести с Большим сфинксом в Гизе.
Сфинкс может быть разрезан на произвольное квадратное число копий себя (некоторые из которых могут быть зеркально отражёнными), и повторение этого процесса ведёт к непериодическому замощению плоскости. Таким образом, сфинкс является самовоспроизводимой мозаикой. Данная мозаика является одной из немногих известных пятиугольных самовоспроизводимых мозаик и единственной известной пятиугольной мозаикой, чьи подкопии имеют одинаковый размер.
|  |  |